# River Monsters
River Monsters è una serie televisiva di carattere documentaristico condotta da Jeremy Wade, biologo e pescatore estremo, e prodotta dalla Icon Films di Bristol. Il programma è stato trasmesso per la prima volta negli Stati Uniti su Animal Planet a partire dal 5 aprile 2009. Nella serie il suddetto Jeremy si cimenta nella ricerca di creature d'acqua dolce ritenute pericolose per l'uomo.
Jeremy Wade è doppiato da Saverio Indrio.

## Episodi

### Prima stagione
| nº | Titolo originale   | Titolo italiano        | Prima TV USA   | Prima TV Italia |
| -- | ------------------ | ---------------------- | -------------- | --------------- |
| 1  | Piranha            | Piranha                | 5 aprile 2009  |                 |
| 2  | Killer Catfish     | Pesce gatto killer     | 12 aprile 2009 |                 |
| 3  | Alligator Gar      | Pesce alligatore       | 19 aprile 2009 |                 |
| 4  | European Maneater  | Pesce siluro           | 26 aprile 2009 |                 |
| 5  | Amazon Assassins   | Assassini in Amazzonia | 3 maggio 2009  |                 |
| 6  | Amazon Flesheaters | Mangiatori di uomini   | 10 maggio 2009 |                 |
| 7  | Freshwater Shark   | Squalo d'acqua dolce   | 17 maggio 2009 |                 |

### Seconda stagione
| nº | Titolo originale    | Titolo italiano          | Prima TV USA   | Prima TV Italia |
| -- | ------------------- | ------------------------ | -------------- | --------------- |
| 1  | Demon Fish          | Il pesce tigre Golia     | 28 marzo 2010  |                 |
| 2  | Death Ray           | La pastinaca killer      | 25 aprile 2010 |                 |
| 3  | Killer Snakehead    | Il pesce-serpente        | 2 maggio 2010  |                 |
| 4  | Congo Killer        | Il pesce gatto del Congo | 9 maggio 2010  |                 |
| 5  | Alaskan Horror      | Orrore in Alaska         | 16 maggio 2010 |                 |
| 6  | Rift Valley Killers | Il Persico del Nilo      | 23 maggio 2010 |                 |
| 7  | Hidden Predator     | Predatori nascosti       | 30 maggio 2010 |                 |

### Terza stagione
| Nº USA | N° ITA | Titolo originale     | Titolo italiano         | Prima TV USA   | Prima TV Italia |
| ------ | ------ | -------------------- | ----------------------- | -------------- | --------------- |
| 1      | 2      | The Mutilator        | Il mutilatore           | 10 aprile 2011 | 29 aprile 2011  |
| 2      |        | Flesh Ripper         | L'anguilla Killer       | 17 aprile 2011 |                 |
| 3      |        | Silent Assassin      | Assassino silenzioso    | 24 aprile 2011 |                 |
| 4      |        | Chainsaw Predator    | Il pesce sega           | 1º maggio 2011 | 13 maggio 2011  |
| 5      |        | Electric Executioner | L'anguilla elettrica    | 15 maggio 2011 | 20 maggio 2011  |
| 6      |        | Cold Blooded Horror  | Orrore a sangue freddo  | 22 maggio 2011 | 6 maggio 2011   |
| 7      |        | Jungle Killer        | Il killer della giungla | 30 maggio 2011 |                 |

### Quarta stagione
| nº | Titolo originale       | Titolo italiano          | Prima TV USA   | Prima TV Italia |
| -- | ---------------------- | ------------------------ | -------------- | --------------- |
| 1  | American Killers       | American Killers         | 1º aprile 2012 |                 |
| 2  | Pack of Teeth          | Tra le fauci dei piranha | 8 aprile 2012  |                 |
| 3  | Invisible Executioner  | Esecutore invisibile     | 15 aprile 2012 |                 |
| 4  | Asian Slayer           | Ferocia asiatica         | 22 aprile 2012 |                 |
| 5  | Killer Sharks and Rays | Squali e Razze assassini | 29 aprile 2012 |                 |
| 6  | Russian Killer         | Dalla Russia con terrore | 6 maggio 2012  |                 |
| 7  | Mongolian Mauler       | Belve in Mongolia        | 13 maggio 2012 |                 |
| 8  | Phantom Assassin       | Assassino invisibile     | 20 maggio 2012 |                 |
| 9  | Lair of Giants         | Tana dei giganti         | 27 maggio 2012 | 26 ottobre 2012 |

### Quinta stagione
| N° USA | N° ITA | Titolo originale     | Titolo italiano          | Prima TV USA   | Prima TV Italia   |
| ------ | ------ | -------------------- | ------------------------ | -------------- | ----------------- |
| 1      | 6      | Face Ripper          | Il mangiatore di volti   | 7 aprile 2013  | 23 settembre 2013 |
| 2      | 3      | Atomic Assassin      | Assassino atomico        | 14 aprile 2013 | 2 settembre 2013  |
| 3      | 1      | Killer Torpedo       | Il killer proiettile     | 21 aprile 2013 | 26 agosto 2013    |
| 4      | 4      | Colombian Slasher    | Violenza in Colombia     | 5 maggio 2013  | 9 settembre 2013  |
| 5      | 2      | Vampires of the Deep | I vampiri degli abissi   | 12 maggio 2013 | 27 agosto 2013    |
| 6      | 5      | Legend of Loch Ness  | La leggenda di Loch Ness | 27 maggio 2013 | 16 settembre 2013 |

### Sesta stagione
| nº | Titolo originale   | Titolo italiano             | Prima TV USA   | Prima TV Italia |
| -- | ------------------ | --------------------------- | -------------- | --------------- |
| 1  | Amazon Apocalypse  | Il Titanic dell'Amazzonia   | 6 aprile 2014  |                 |
| 2  | Jungle Terminator  | Il Terminator della giungla | 13 aprile 2014 |                 |
| 3  | River of Blood     | Fiume di sangue             | 20 aprile 2014 |                 |
| 4  | Man-Eating Monster | Il mangiatore di uomini     | 4 maggio 2014  |                 |
| 5  | Bone Crusher       | Lo Schiacciaossa            | 18 maggio 2014 |                 |
| 6  | Body Snatcher      | Ladro di corpi              | 26 maggio 2014 |                 |

### Settima stagione
| nº | Titolo originale                  | Titolo italiano             | Prima TV USA   | Prima TV Italia   |
| -- | --------------------------------- | --------------------------- | -------------- | ----------------- |
| 1  | Canadian Horror                   | Il mostro del lago          | 5 aprile 2015  | 9 settembre 2015  |
| 2  | Mekong Mutilator                  | Lungo il Mekong             | 12 aprile 2015 | 2 settembre 2015  |
| 3  | Prehistoric Terror                | Terrore preistorico         | 19 aprile 2015 | 30 settembre 2015 |
| 4  | Alaska's Cold Water Killer        | Il killer dell'acqua fredda | 26 aprile 2015 | 16 settembre 2015 |
| 5  | South Pacific Terrors             | Il Terrore delle Fiji       | 10 maggio 2015 | 23 settembre 2015 |
| 6  | Africa's Deadliest                | Africa's Deadliest          | 17 maggio 2015 | 2 settembre 2015  |
| 7  | Jurassic-Sized Prehistoric Terror |                             | 24 maggio 2015 |                   |

### Speciali
| Titolo originale              | Titolo italiano             | Prima TV USA    | Prima TV Italia |
| ----------------------------- | --------------------------- | --------------- | --------------- |
| Killer Catfish (Extended Cut) |                             | 31 maggio 2010  |                 |
| The Deadliest                 |                             | 3 aprile 2011   |                 |
| The Most Bizarre              |                             | 8 maggio 2011   |                 |
| River Monsters Goes Tribal    | River Monsters Tribal       | 29 maggio 2011  |                 |
| Killer Sharks and Rays        |                             | 29 aprile 2012  | 30 agosto 2021  |
| Killer Weapons                | Armi letali                 | 22 maggio 2012  | 30 agosto 2021  |
| Lethal Legends                | Leggende letali             | 23 maggio 2012  |                 |
| Deadliest Encounters          | Gli incontri più pericolosi | 24 maggio 2012  |                 |
| Deadliest Catfish             | Pesci gatto killer          | 27 maggio 2012  |                 |
| Year Of Beasts                |                             | 20 maggio 2013  |                 |
| Top 10 Beasts                 |                             | 24 maggio 2013  |                 |
| Worst Nightmares              |                             | 31 ottobre 2013 |                 |
| Monster-Hunting Secrets       |                             | 18 maggio 2014  |                 |
| Killer Mysteries              |                             | 20 maggio 2014  |                 |
| Lethal Encounters             |                             | 21 maggio 2014  |                 |
| American Horrors              |                             | 22 maggio 2014  |                 |

### River Monsters: The Lost Reels
| nº | Titolo originale | Titolo italiano | Prima TV USA   | Prima TV Italia |
| -- | ---------------- | --------------- | -------------- | --------------- |
| 1  | Amazonian Giant  |                 | 27 maggio 2011 |                 |
| 2  | Himalayan Giant  |                 | 27 maggio 2011 |                 |

### Ottava stagione
| n° | Titolo originale   | Titolo italiano         | Prima TV USA | Prima TV Italia |
| -- | ------------------ | ----------------------- | ------------ | --------------- |
| 1  | Deep Sea Demon     | Il Demone dei Mari      |              |                 |
| 2  | Death Down Under   | Morte negli Oceani      |              |                 |
| 3  | Razorhead          | Il Demone degli Abissi  |              |                 |
| 4  | Terror In Paradise | Paradiso infernale      |              |                 |
| 5  | Devil of the Deep  | Il Diavolo degli Oceani |              |                 |
| 6  | Invisible Killers  | Killer invisibili       |              |                 |

### Nona stagione
| nº | Titolo originale             | Titolo italiano                    | Prima TV USA   | Prima TV Italia   |
| -- | ---------------------------- | ---------------------------------- | -------------- | ----------------- |
| 1  | Killers From The Abyss       | Killer dagli abissi                | 23 aprile 2017 |                   |
| 2  | Ice Cold Killer              | Il killer del ghiaccio             | 30 aprile 2017 | 26 settembre 2017 |
| 3  | Return Of The Killer Catfish | Il ritorno del pescegatto killer   | 14 maggio 2017 |                   |
| 4  | Coral Reef Killer            | Il killer della barriera corallina | 7 maggio 2017  |                   |
| 5  | Volcanic Island Terror       | Terrore vulcanico                  | 21 maggio 2017 |                   |
| 6  | Malaysian Lake Monster       | Il mostro del lago                 | 28 maggio 2017 |                   |